# داشوغوز
داشوغوز ((بالتركمانية: Daşoguz)‏) هي مدينة من مدن تركمانستان. يبلغ عدد سكانها 210,000 نسمة وذلك حسب إحصائيات سنة 2004. يبلغ ارتفاع المدينة عن سطح البحر قرابة 88 متر.

## المناخ
يظهر الجدول التالي التغييرات المناخية على مدار السنة لداشوغوز:
| البيانات المناخية لـداشوغوز       | البيانات المناخية لـداشوغوز | البيانات المناخية لـداشوغوز | البيانات المناخية لـداشوغوز | البيانات المناخية لـداشوغوز | البيانات المناخية لـداشوغوز | البيانات المناخية لـداشوغوز | البيانات المناخية لـداشوغوز | البيانات المناخية لـداشوغوز | البيانات المناخية لـداشوغوز | البيانات المناخية لـداشوغوز | البيانات المناخية لـداشوغوز | البيانات المناخية لـداشوغوز | البيانات المناخية لـداشوغوز |
| الشهر                             | يناير                       | فبراير                      | مارس                        | أبريل                       | مايو                        | يونيو                       | يوليو                       | أغسطس                       | سبتمبر                      | أكتوبر                      | نوفمبر                      | ديسمبر                      | المعدل السنوي               |
| --------------------------------- | --------------------------- | --------------------------- | --------------------------- | --------------------------- | --------------------------- | --------------------------- | --------------------------- | --------------------------- | --------------------------- | --------------------------- | --------------------------- | --------------------------- | --------------------------- |
| متوسط درجة الحرارة الكبرى °م (°ف) | 0.8 (33.4)                  | 3.7 (38.7)                  | 11.2 (52.2)                 | 21.2 (70.2)                 | 28.8 (83.8)                 | 33.6 (92.5)                 | 35.6 (96.1)                 | 33.1 (91.6)                 | 27.3 (81.1)                 | 18.6 (65.5)                 | 10.4 (50.7)                 | 3.2 (37.8)                  | 19.0 (66.1)                 |
| المتوسط اليومي °م (°ف)            | −3.6 (25.5)                 | −1.5 (29.3)                 | 5.4 (41.7)                  | 14.5 (58.1)                 | 21.5 (70.7)                 | 26.0 (78.8)                 | 28.3 (82.9)                 | 25.7 (78.3)                 | 19.6 (67.3)                 | 11.7 (53.1)                 | 5.0 (41.0)                  | 1.1 (34.0)                  | 12.8 (55.1)                 |
| متوسط درجة الحرارة الصغرى °م (°ف) | −8.0 (17.6)                 | −6.7 (19.9)                 | −0.4 (31.3)                 | 7.8 (46.0)                  | 14.2 (57.6)                 | 18.5 (65.3)                 | 21.0 (69.8)                 | 18.3 (64.9)                 | 12.0 (53.6)                 | 4.8 (40.6)                  | −0.3 (31.5)                 | −1.0 (30.2)                 | 6.7 (44.0)                  |
| الهطول مم (إنش)                   | 8 (0.3)                     | 8 (0.3)                     | 17 (0.7)                    | 18 (0.7)                    | 12 (0.5)                    | 4 (0.2)                     | 2 (0.1)                     | 1 (0.0)                     | 2 (0.1)                     | 6 (0.2)                     | 10 (0.4)                    | 12 (0.5)                    | 100 (4)                     |
| المصدر: Climate-data.org          |                             |                             |                             |                             |                             |                             |                             |                             |                             |                             |                             |                             |                             |

## أعلام
- مسغن أمانوف